# Конституційно-монархічна партія
Конституційно-монархічна партія (яп. 立憲帝政党, りっけんていせいとう, ріккен тейсей-то) — японська політична партія. Заснована 18 березня 1882 року. Очолювалася громадським діячем Фукуті Ґен'їтіро. Перебувала на позиціях консерватизму і монархізму. Підтримувала уряд і виступала проти руху за волю та народні права. Розпущена 24 вересня 1883 року через відсутність підтримки уряду і населення.

## Короткі відомості
Конституційно-монархічна партія була сформована 18 березня 1882 року силами журналістів і громадських діячів за підтримки японського уряду. Її керівниками стали директор газети «Токійські дні» Фукуті Ґен'їтіро, головний редактор тижневика «Вісник Мейдзі» Маруяма Сакура та редактор «Східних новин» Мідзуно Торадзіро.
Партія виступала з монархічних позицій. Вона визнавала Імператора Японії єдиним джерелом влади і носієм національного суверенітету. Організація вимагала впровадження всеяпонської Конституції рішенням Імператора, а не всенародного Парламенту. У зв'язку з цим керівництво монархістів розгорнуло в пресі кампанію, направлену проти Ліберальної партії та Партії конституційних реформ, провідників руху за волю і народні права.
Соціальну базу Конституційно-монархічної партії складали колишні самураї, чиновники, заможне селянство та провінційні підприємці. Проте підтримки широких верств населення вона не мала, за що отримала прізвисько «Партія трьох журналістів». Попри це, організація володіла розгалуженою сіткою регіональних представництв для протидії руху за волю і народні права.
В жовтні 1882 Конституційно-монархічна партія провела великий з'їзд в Кіото, на який прибули 310 делегатів із 27 префектур. Фукуті сподівався, що уряд здійснюватиме безпосередній контроль організацією, але отримав відмову урядовців, які дотримувалися принципу невтручання в життя будь-яких партій. В результаті Конституційно-монархічна партія перестала рости і втратила підтримку уряду. 24 вересня 1883 року на черговому партійному з'їзді було прийнято рішення розпустити організацію.